# Star Trek: New Worlds
Star Trek: New Worlds este un joc de strategie publicat în 2000 de Interplay în care jucătorul poate comanda forțele a trei facțiuni: Federația Unită a Planetelor, Imperiul Klingonan și cel Romulan. Obiectivul jucătorului este de a construi colonii de succes pe o serie de planete recent descoperite în timp ce se luptă cu facțiunile concurente. Evenimentele au loc după cele descrise în filmul Star Trek V: Ultima frontieră.